# Louis Velle
Pour les articles homonymes, voir Velle.
Louis Velle, né le 29 mai 1926 à Paris 3e, et mort le 3 février 2023 à Morainvilliers, est un acteur français.

## Biographie
Formé au Conservatoire et au Cours Simon, Louis Velle a été de 1949 à sa mort  l'époux de l’écrivaine, réalisatrice, actrice et romancière Frédérique Hébrard avec qui il a vécu plus de 70 ans et avec qui il a eu trois enfants Catherine, Nicolas et François, réalisateur et scénariste,.
S'il commence sa carrière au cinéma, c'est par la télévision qu'il accède à la célébrité. Encore assez discret dans L'Abonné de la ligne U (1964), les années 1970 lui apportent une certaine notoriété avec Les Jeudis de Madame Giulia, La Demoiselle d'Avignon, Le 16 à Kerbriant L'Homme qui revient de loin  et Docteur Caraïbes.
Il tourne également L'Étrange Monsieur Duvallier (1979).
Quelques années plus tard, Louis Velle est toujours très présent sur le petit écran avec Le Mari de l'ambassadeur.
S'iI brille à la télévision, le cinéma fait aussi appel à lui, dans Le Permis de conduire et dans Un mari, c'est un mari dont il partage la vedette avec son épouse Frédérique Hébrard.
Actif au cinéma, à la télévision et au théâtre où il a créé et joué dans plus de 25 pièces et participé à de multiples reprises à l'émission Au théâtre ce soir, Louis Velle a également signé plusieurs pièces et écrit des livres, dont certains en collaboration avec son épouse.
Louis Velle était membre de l'Académie Alphonse-Allais.
Il meurt le 3 février 2023 à Morainvilliers, à l'âge de 96 ans. Ses obsèques religieuses sont célébrées le 10 février dans l'église communale, suivies par son incinération.

## Filmographie

### Cinéma

#### Longs métrages
- 1951 : Agence matrimoniale de Jean-Paul Le Chanois
- 1953 : Les Trois Mousquetaires d'André Hunebelle
- 1953 : Une vie de garçon de Jean Boyer
- 1954 : L'Œil en coulisses d'André Berthomieu
- 1954 : J'avais sept filles de Jean Boyer
- 1954 : Escale à Orly de Jean Dréville
- 1955 : L'Impossible Monsieur Pipelet d'André Hunebelle
- 1955 : La Meilleure Part d'Yves Allégret
- 1956 : La Joyeuse Prison d'André Berthomieu
- 1956 : L'inspecteur aime la bagarre de Jean Devaivre
- 1957 : Le Coin tranquille de Robert Vernay
- 1961 : Par-dessus le mur de Jean-Paul Le Chanois
- 1962 : À cause, à cause d'une femme de Michel Deville
- 1964 : Parmi les vautours (Unter geiern) d’Alfred Vohrer
- 1966 : Martin soldat de Michel Deville
- 1968 : La Nuit infidèle d’Antoine d'Ormesson
- 1971 : La Poudre d'escampette de Philippe de Broca
- 1972 : Les Anges de Jean Desvilles
- 1973 : Le Permis de conduire de Jean Girault
- 1974 : Les murs ont des oreilles de Jean Girault
- 1975 : L’Intrépide de Jean Girault
- 1975 :  Quand la ville s'éveille de Pierre Grasset
- 1976 : Un mari, c'est un mari de Serge Friedman
- 1985 : Private passions de Kikuo Kawasaki
- 1987 : Duo solo de Jean-Pierre Delattre (inédit en salles)
- 1996 : Comme des rois de François Velle

#### Courts métrages
- 1972 : La Ligne de Sceaux de Jean-Paul Torok
- 1996 : Bitumes de François Velle

### Télévision
- 1958 : Hôtel des neiges de Jean Vernier
- 1962 : Vient de paraître d'Édouard Bourdet, réalisation André Pergament
- 1963 : Les choses voient d'André Pergament
- 1964 : L'Abonné de la ligne U de Yannick Andréi : Monsieur Roux
- 1965 : Comment ne pas épouser un milliardaire de Roger Iglésis : Robert de Gissac (adaptation à la télévision du roman de l'auteur espagnole Luisa-Maria Linarès : Sous la coupe de Barbe-Bleue).
- 1966 : Le train bleu s'arrête 13 fois de Serge Friedman, épisode : Beaulieu, le piège
- 1966 : L'Âge heureux d'Odette Joyeux : Frédéric Aubry
- 1970 : Les Jeudis de Madame Giulia (I giovedi della signora Giulia) : Luciano Barsanti [8]
- 1972 : La Demoiselle d'Avignon de Michel Wyn : François Fonsalette
- 1972 :  Le 16 à Kerbriant de Michel Wyn : le capitaine Franz Madelin
- 1972 :  L'Homme qui revient de loin de Michel Wyn d'après le roman de Gaston Leroux
- 1972 :  Les Évasions célèbres, épisode L'étrange trépas de Monsieur de la Pivardière : Monsieur de la Pivardière (en)
- 1973 : Docteur Caraïbes de Jean-Pierre Decourt (+ version courte sortie en salles) : rôle-titre
- 1974 : Des lauriers pour Lila de Claude Grinberg
- 1979 : L'Étrange Monsieur Duvallier de Victor Vicas
- 1982 : Le Lys dans la vallée de Fabrice Maze d'après le roman d'Honoré de Balzac : Monsieur de Mortsauf
- 1988 : Le Bonheur d'en face de Teff Erhat (épisode 24)
- 1990 : Le Mari de l'ambassadeur de François Velle : Pierre-Baptiste Lambert
- 1993 : Le Château des oliviers de Nicolas Gessner
- 1997 : Le Grand Batre de Laurent Carceles
- 2005 : On ne prête qu'aux riches d'Arnaud Sélignac
- 2006 : Les Secrets du volcan de Michaëla Watteaux
- 2010 : Les Châtaigniers du désert de Caroline Huppert

### Au théâtre ce soir
- 1969 : L'Amour des quatre colonels de Peter Ustinov, adaptation Marc-Gilbert Sauvajon, mise en scène Jean-Pierre Grenier, réalisation Pierre Sabbagh, Théâtre Marigny
- 1972 : Ferrailles et chiffons de Garson Kanin, mise en scène Pierre Mondy, réalisation Pierre Sabbagh, Théâtre Marigny
- 1972 : Ève et les hommes de Gabriel Arout, mise en scène Bernard Dhéran, réalisation Pierre Sabbagh, Théâtre Marigny
- 1979 : Nina d'André Roussin, mise en scène Jean-Laurent Cochet, réalisation Pierre Sabbagh, Théâtre Marigny
- 1980 : Ninotchka de Melchior Lengyel, adaptation Marc-Gilbert Sauvajon, mise en scène Jacques Ardouin, réalisation Pierre Sabbagh, Théâtre Marigny

## Voix off
- 1964 : 1989 de Roger Leenhardt (court-métrage) : Récitant
- 1964 : Les Archives de la France d'Henri Calef (court-métrage) : Récitant
- 1971 : À la guerre comme à la guerre (Le eccitanti guerre di Adeline) de Bernard Borderie : Récitant

## Doublage

### Cinéma

#### Films
- 1968 : Bullitt de Peter Yates : le sénateur Walter Chalmers (Robert Vaughn)

## Radio
- 1982 : Chloé de Jérôme Touzalin.

## Théâtre

### Auteur dramatique
- 1956 : À la monnaie du Pape de Louis Velle, mise en scène René Dupuy, Théâtre Gramont
- 1959 : Mousseline de Louis Velle, mise en scène de l'auteur, Théâtre Fontaine
- 1967 : La Vie sentimentale de Louis Velle, mise en scène Michel Fagadau, Théâtre des Ambassadeurs

### Comédien
- 1946 : La Sainte Famille d'André Roussin, mise en scène Jean Meyer, Théâtre Saint-Georges
- 1948 : La Vengeance d'une orpheline russe d'Henri Rousseau, mise en scène René Dupuy, Théâtre de l'Œuvre
- 1949 : La Vengeance d'une orpheline russe d'Henri Rousseau, mise en scène René Dupuy, Studio des Champs-Elysées
- 1949 : L'Habit vert de Gaston Arman de Caillavet et Robert de Flers, mise en scène Pierre Aldebert, Théâtre de Chaillot
- 1952 : Vice-Versa de Louis Velle, Théâtre Fontaine
- 1953 : Hamlet de Tarascon de Jean Canolle, mise en scène Christian-Gérard, Théâtre La Bruyère
- 1954 : L’Amour des quatre colonels de Peter Ustinov, mise en scène Jean-Pierre Grenier, Théâtre Fontaine
- 1959 : Mascarin de José-André Lacour, mise en scène Jean Négroni, Théâtre Fontaine
- 1959 : Mousseline de Louis Velle, mise en scène de l'auteur, Théâtre Fontaine
- 1960 : Histoire de rire d'Armand Salacrou, mise en scène Jean Meyer, Théâtre de la Madeleine
- 1960 : Mon père avait raison de Sacha Guitry, mise en scène André Roussin, Théâtre des Célestins
- 1963 : Laure et les Jacques de Gabriel Arout, mise en scène Jean Piat, Théâtre Saint-Georges
- 1963 : Six Hommes en question de Frédéric Dard & Robert Hossein, mise en scène Robert Hossein, Théâtre Antoine
- 1963 : On ne peut dire jamais de George Bernard Shaw, mise en scène René Dupuy, Théâtre Gramont
- 1965 : La Crécelle de Charles Dyer, mise en scène Michel Fagadau, Théâtre des Célestins, tournée Georges Herbert
- 1966 : Ce soir à Samarcande de Jacques Deval, mise en scène Jean Piat, Théâtre de Paris
- 1967 : La Vie sentimentale de Louis Velle, mise en scène Michel Fagadau, Théâtre des Ambassadeurs
- 1973 : L'Arc de triomphe de Marcel Mithois, mise en scène Jacques Charon, Théâtre Saint-Georges
- 1976 : Nina d'André Roussin, mise en scène Jean-Laurent Cochet, Théâtre des Nouveautés
- 1978 : Nina d'André Roussin, mise en scène Jean-Laurent Cochet, Théâtre des Célestins, tournée Karsenty-Herbert
- 1992 : La Fille sur la banquette arrière de Bernard Slade, mise en scène Jacques Sereys, Théâtre Antoine
- 1995 : L'Absence de guerre de David Hare, mise en scène Daniel Benoin, Comédie de Saint-Étienne
- 1995 : Le Rubicon de Maurice Horgues, mise en scène Daniel Delprat, Théâtre de Boulogne-Billancourt
- 2002 : Festen de Thomas Vinterberg, mise en scène Daniel Benoin, Théâtre national de Nice
- 2003 : Festen de Thomas Vinterberg, mise en scène Daniel Benoin, Théâtre du Rond-Point
- 2004 : Festen de Thomas Vinterberg, mise en scène Daniel Benoin, Théâtre national de Nice, Théâtre La Criée

### Metteur en scène
- 1959 : Mousseline de Louis Velle, Théâtre Fontaine
- La Vie sentimentale, Théâtre Antoine.

## Publications
Louis Velle est coauteur, avec son épouse Frédérique Hébrard de :
- La Demoiselle d'Avignon, 1971.
- La Protestante et le Catholique, 1999 (souvenirs).
- Tant qu'il y aura des chats… dans une famille, 2010.
- La demoiselle d'Avignon est de retour, 2014.

Louis Velle est aussi auteur des livres :
- Triomphez en bourse malgré les temps difficiles, 1989 (Le Rocher).
- Ma petite femme, 1953 (Éditions La Bougie du Sapeur, repris en édition club par France Loisirs), Prix Alphonse-Allais.